# Рунічний камінь

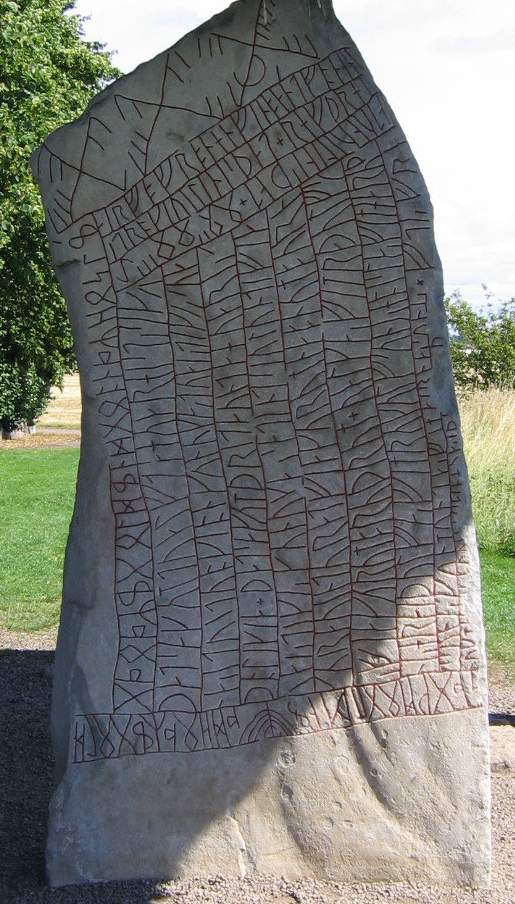
Рьокський рунічний камінь

Розповсюдження рунічних каменів в Швеції, країні, де спостергіється найбільша щільність. Р.к./km²:
>10
5-9
1-4
<1
Камені відсутні

Рунічний камінь — валун з вирізаним на ньому рунічним написом.

## Історія
Загальновідомим є факт, що найбільше число рунічних каменів залишили по собі вікінги IX–XI ст. Вважалося, що найбільш давні рунічні камені датуються IV сторіччям, найбільш пізні — XIX ст.. Однак, на початку січня 2023 року, в Норвегії археологами було знайдено найстаріший у світі рунічний камінь, написи на якому мають вік до 2000 років і вони належать до найдавніших днів історії рунічного письма.

## Поширення
Більшість рунічних каменів розташовані у Скандинавії, інші — розсіяні по місцях, які відвідувалися скандинавами в епоху вікінгів (в тому числі, по Дніпру, аж до острова Березань).
На рунічні камені часто наносилися зображення, але їх не слід плутати з чисто картинними каменями, де були тільки зображення.

## Приклади
- Рьокський рунічний камінь
- Рунічні написи в Софійському соборі в Константинополі
- Кенсингтонський рунічний камінь
- Рунічні камені в Еллінзі
- Інгварові камені
- Грецькі рунічні камені
- Рунічний камінь G 88, Кюльвер
- Рунічний камінь U455, Несбі

## Слов'янські аналоги
- Борисові камені
- Стерженський хрест
- Тмутараканський камінь
- Березанський рунічний камінь

## Галерея

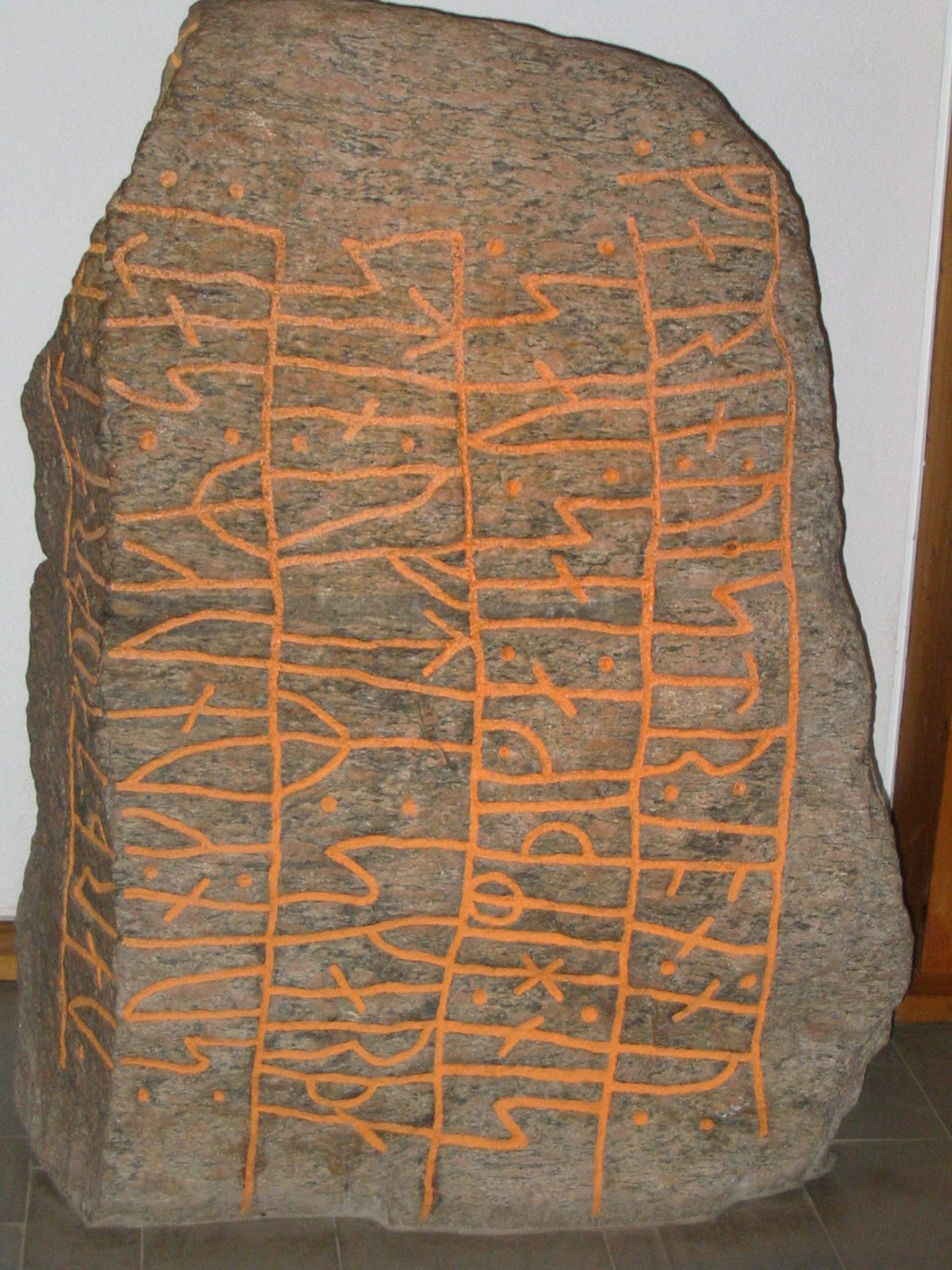
Камінь з Гедебю (Шлезвіг-Гольштейн)
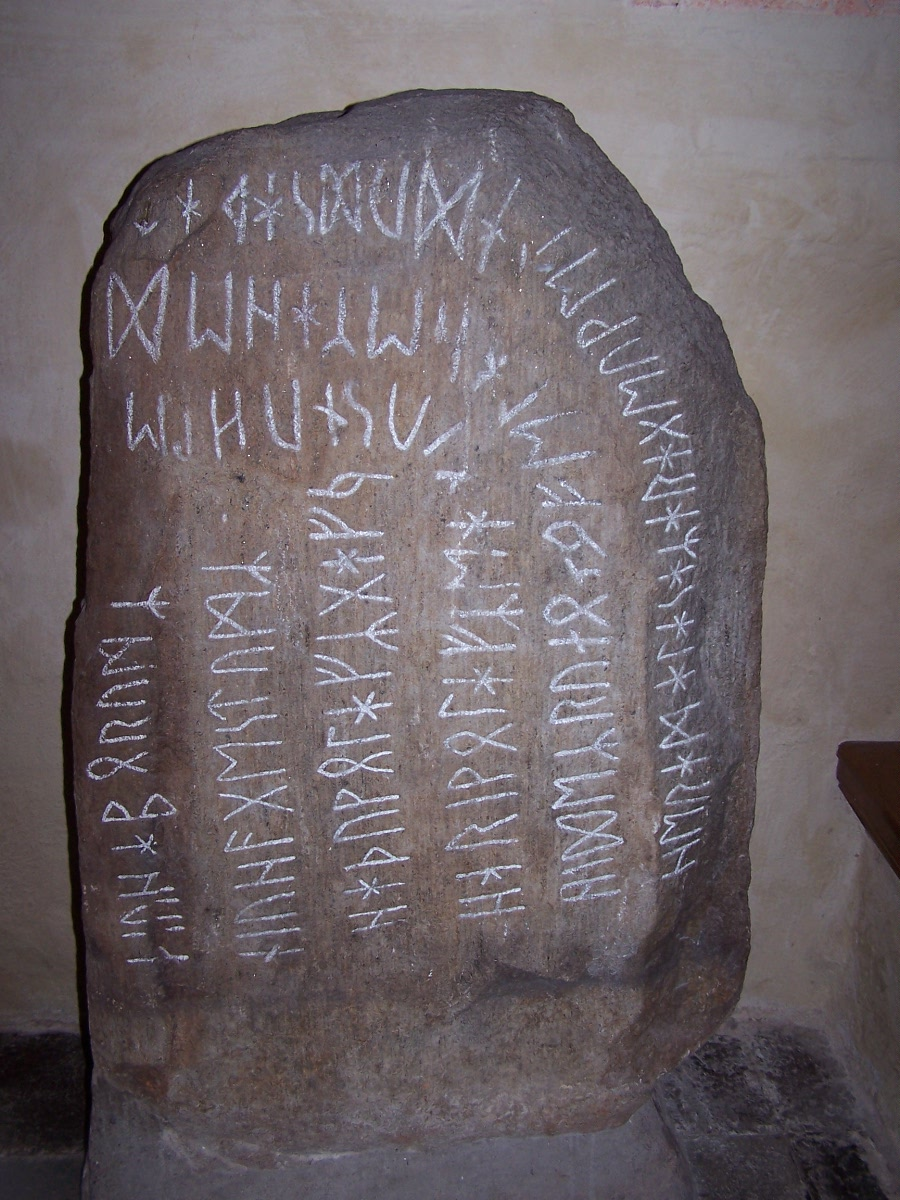
Камінь поряд з Церквою святого Миколая в Сольвесборгу
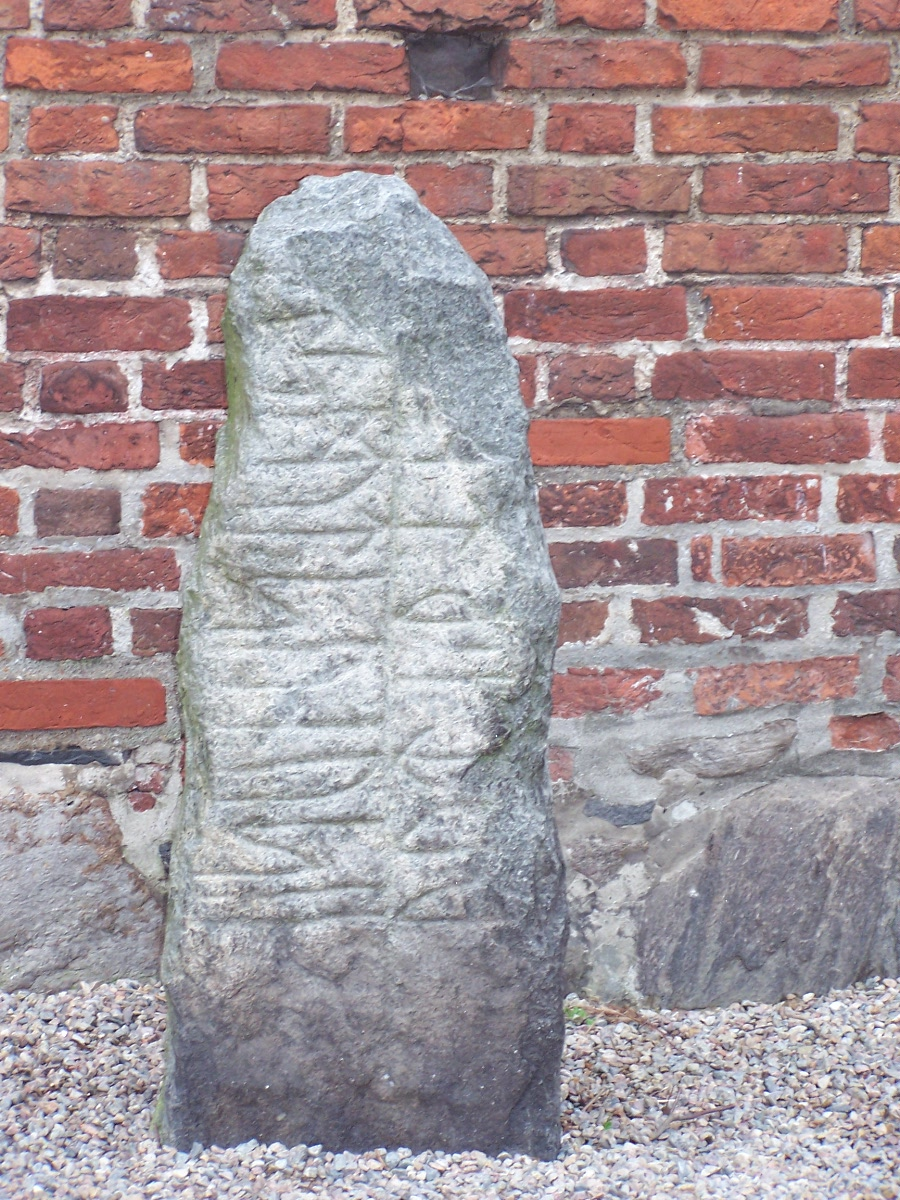
Камінь поряд з Церквою святого Миколая в Сольвесборгу
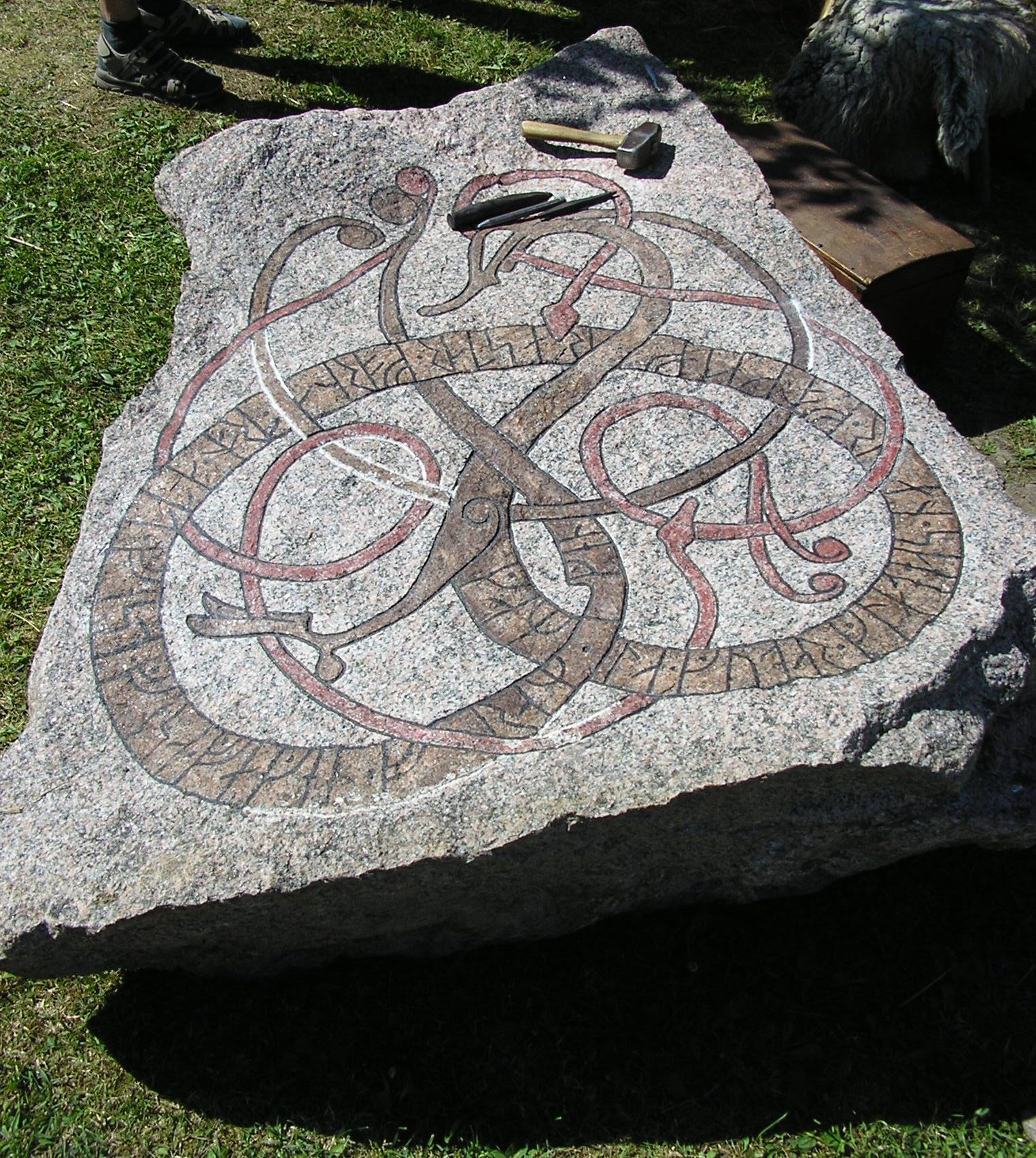
Сучасний рунічний камінь
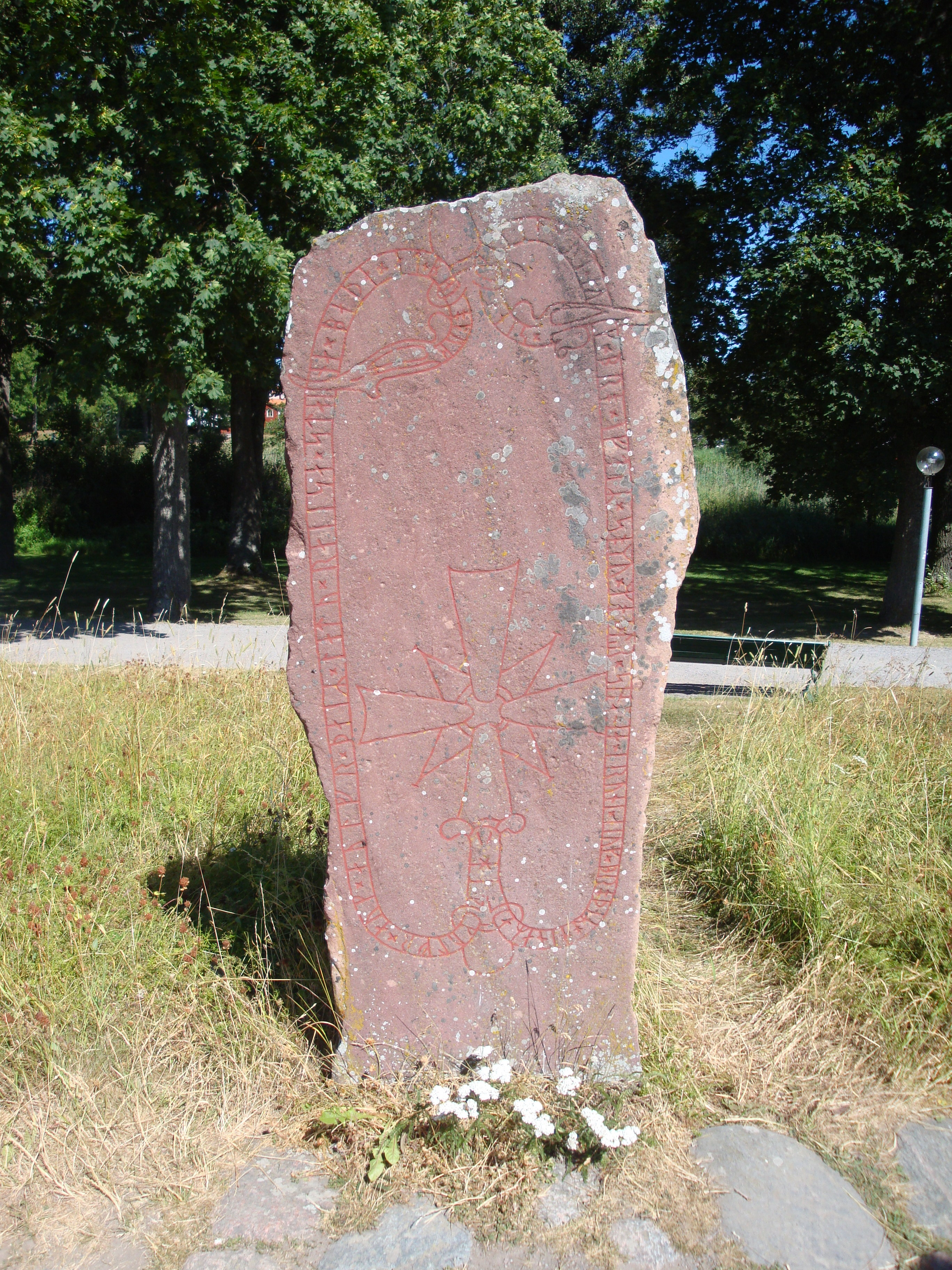
Лівий камінь на дорозі до Замку Гріпсгольм
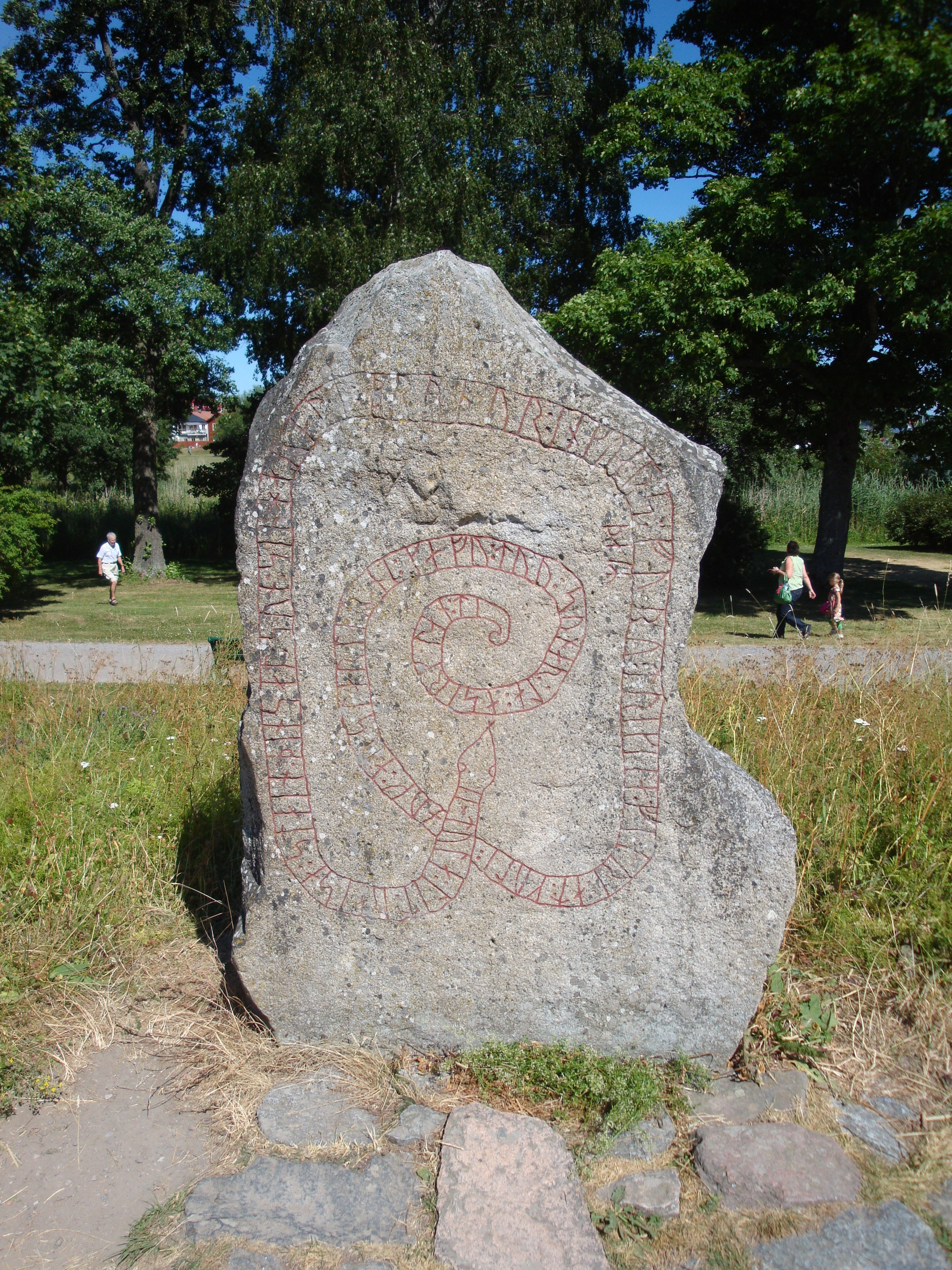
Правий камінь на дорозі до Замку Гріпсгольм